# Museo histórico de Trinidad
El Museo histórico de Trinidad (en inglés: Trinidad History Museum) es un museo de historia local en Trinidad, Colorado, Estados Unidos. Es administrado por la Sociedad histórica de Colorado (Colorado Historical Society).
El museo presenta la historia de la ciudad de Trinidad y sus alrededores en el sureste de Colorado. Cuenta con un gran número de atracciones en una cuadra en el centro histórico de Trinidad. Estas incluyen casas históricas, jardines y tesoros locales. El museo incluye el Camino de Santa Fe, que pasa por la esquina sureste de Colorado. Cuenta con varios componentes, entre ellos caminos, jardines y mansiones.